# Rhagadiolus stellatus
Rhagadiolus stellatus ist eine Pflanzenart aus der Familie der Korbblütler (Asteraceae).

## Merkmale
Rhagadiolus stellatus ist ein einjähriger Schaft-Therophyt, der Wuchshöhen von 20 bis 50 Zentimeter erreicht. Die Grundblätter sind verkehrtlanzettlich bis schmal verkehrteiförmig, undeutlich gestielt und beinahe ganzrandig, gezähnt oder fiederspaltig mit dicht stehenden Seitenfiedern. Die meist 8 inneren Hüllblätter weisen am Rücken zumindest an der Spitze eine kurze, raue Behaarung auf. Die Früchte sind 15 bis 20 Millimeter lang und deutlich gebogen.
Die Blütezeit reicht von März bis Juni.

## Vorkommen
Rhagadiolus stellatus kommt im Mittelmeerraum vor. Auf Kreta wächst die Art auf Kultur- und Brachland, auf Ruderalstellen, in offener Phrygana und in Kiefernwäldern in Höhenlagen von 0 bis 1400 Meter.